# 白羽町 (浜松市)
白羽町（しろわちょう）は静岡県浜松市中央区の町名。丁番を持たない単独町名である。住居表示未実施。

## 地理
浜松市中央区の南部に位置する。南側は遠州灘に面している。東で三島町・寺脇町・中田島町、西で田尻町・法枝町・卸本町、北で瓜内町と接する。

### 海
- 太平洋（遠州灘）

### 河川
- 馬込川
- 高塚川

### 学区
小学校・中学校の学区は以下の通りである。
- 浜松市立白脇小学校（国道1号以北）
- 浜松市立砂丘（すなおか）小学校（国道1号以南）
- 浜松市立南部中学校（国道1号以北）
- 浜松市立江南中学校（国道1号以南）

## 歴史

### 沿革
- 1889年（明治22年）4月1日 - 町村制の施行により、敷知郡白羽村が周辺の村と合併して敷知郡白脇村となる[WEB 8]。旧村名は白脇村の大字として残る[書籍 1]。
- 1896年（明治29年）4月1日 - 郡制の施行により、白脇村の所属郡が浜名郡に変更となる。
- 1939年（昭和14年）7月1日 – 白脇村が浜松市に編入される。
- 1940年（昭和15年） - 大字白羽から白羽町へ住所表記を変更する[WEB 9]。
- 1969年（昭和44年）10月27日 - 浜松バイパスが開通する。
- 1993年（平成5年）12月9日 - 浜松バイパスが4車線化する。
- 2007年（平成19年）4月1日 - 浜松市が政令指定都市となる。白羽町は南区の一部となる。
- 2024年（令和6年）1月1日 - 浜松市の行政区再編により、白羽町は中央区の一部となる。

## 施設
- 社会福祉法人若葉会 幼保連携型認定こども園 太陽第二こども園
- 浜松市立砂丘小学校
- 静岡県警察浜松東警察署白脇交番
- 静岡県立遠州灘海浜公園
  - 凧場公園（白羽球技場）
- 浜松市消防局南消防署白脇出張所
- 遠州運輸倉庫 本社
- 医療法人社団綾和会浜松南病院
- フィールSHIROWA店
- 杏林堂ドラッグストア白羽店
- スギ薬局白羽店
- ファミリーマート浜松白羽町店
- ミニストップ浜松白羽町店
- ENEOS白羽町SS（有限会社タイセイ燃料店が運営）
- 浜松市営中田島団地
- 浄土宗 白羽山 法蔵寺
- 臨済宗妙心寺派 光珠寺
- 白羽神社

## 交通

### バス
- 遠鉄バス4中田島線：（浜松駅 方面 - ）浜松南病院 - 大畑 - 貝まぐり（ - 中田島町内区間 - ）中田島団地 - 海岸通り - 海岸通り西 - 砂丘小南（ - 中田島車庫 方面）

### 道路
- 国道1号（浜松バイパス）
- 静岡県道316号舞阪竜洋線（掛舞線）
- 浜松市道曳馬中田島線（中田島街道）
- 浜松市道新橋中田島線（砂丘通り）[WEB 10]
- 浜松市道神田寺脇線（下村橋通り）[WEB 10]
- 浜松市道瓜内白羽線（白羽街道）[WEB 10]
- 浜松市道白羽21号線（学校通り）[WEB 10]
- 浜松市道白羽37号線（大入道）[WEB 10]
- 浜松市道白羽44号線（なか道）[WEB 10]
- 浜松市道白羽84号線（あいさつ通り）[WEB 10]

## その他

### 警察
警察の管轄区域は以下の通りである。
| 番・番地等 | 警察署       | 交番・駐在所 |
| ---------- | ------------ | ------------ |
| 全域       | 浜松東警察署 | 白脇交番     |

### 消防
消防の管轄区域は以下の通りである。
| 番・番地等 | 消防署   | 本署/出張所 |
| ---------- | -------- | ----------- |
| 全域       | 南消防署 | 白脇出張所  |

### 書籍
1. ↑  『浜松市史 三』浜松市役所、1980年3月26日、176頁。

### WEB
1. ↑  “h02_22.csv”.   総務省 (2022年2月10日). 2024年7月28日閲覧。
2. ↑  “chuouku_menseki.xlsx”.   浜松市 (2024年3月12日). 2024年7月28日閲覧。
3. ↑  “静岡県 浜松市中央区 白羽町の郵便番号 - 日本郵便”.   日本郵便. 2025年2月15日閲覧。
4. ↑  “市外局番の一覧”.   総務省 (2022年3月1日). 2024年7月28日閲覧。
5. ↑  “事業所案内及び管轄地域（事務所3件、分室3件）”.   一般社団法人静岡県自動車会議所. 2024年7月28日閲覧。
6. ↑  “住居表示実施状況／浜松市”.   浜松市 (2024年1月4日). 2024年7月28日閲覧。
7. ↑  “学校名から探す／浜松市”.   浜松市 (2024年1月1日). 2024年7月28日閲覧。
8. ↑  “historyofcities.pdf”.   静岡県総務部合併推進室・財団法人静岡県市町村振興協会. 2024年9月26日閲覧。
9. ↑  “解説ページ”.   株式会社エア. 2024年10月5日閲覧。
10. 1 2 3 4 5 6 7  “p01p06.pdf”.   浜松市白脇協働センター (2024年4月5日). 2024年8月6日閲覧。
11. ↑  “白脇交番｜静岡県警察”.   静岡県警察 (2024年1月1日). 2024年7月28日閲覧。
12. ↑  “消防署の町別管轄「し」／浜松市”.   浜松市 (2024年3月21日). 2024年7月28日閲覧。